# نيجمة رباعية الأرجل
نيجمة رباعية الأرجل (الاسم العلمي: Geastrum quadrifidum) هو نوع من الفطريات يتبع جنس النيجمة من الفصيلة النيجمية.